# Ezumakeeg

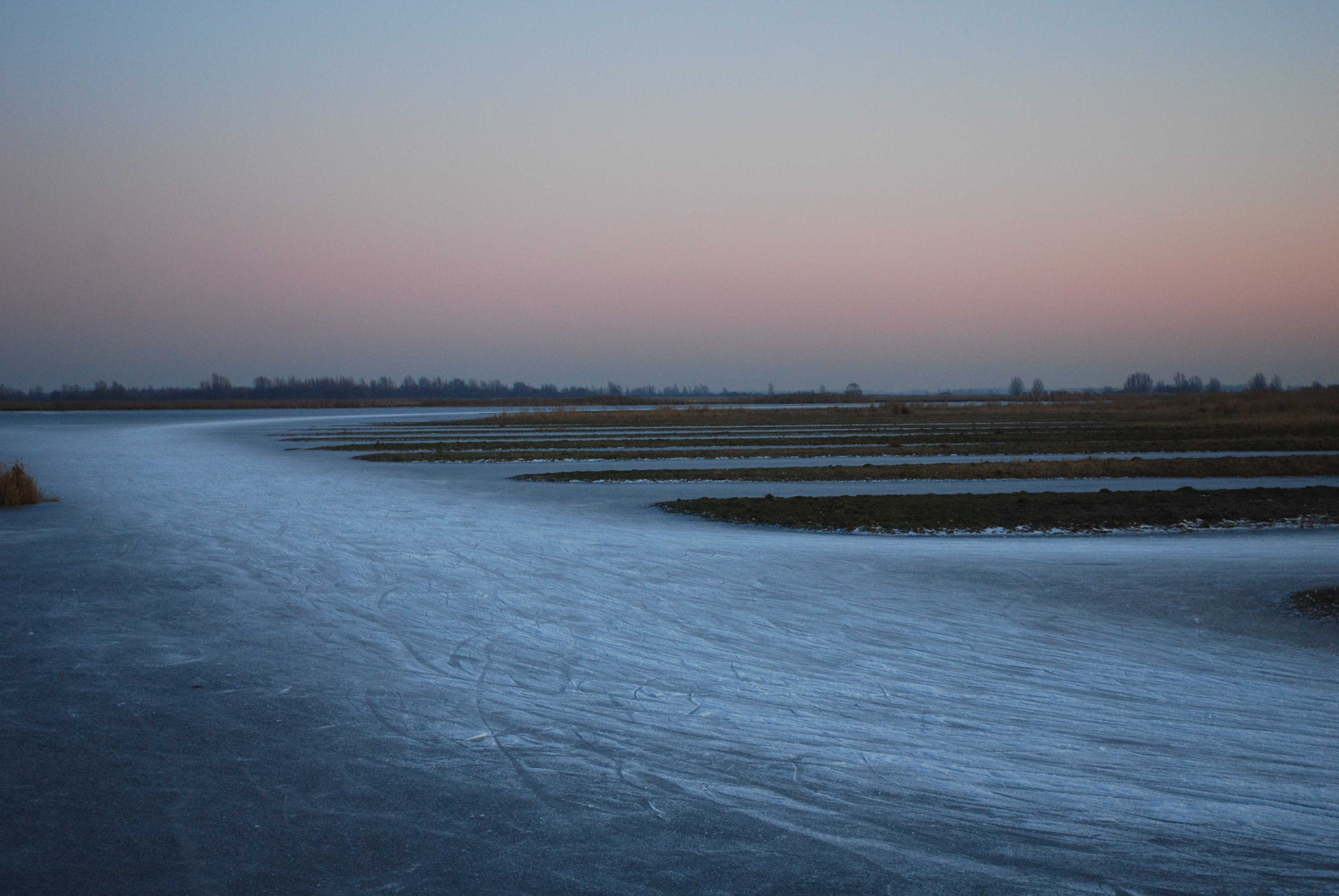
Ezumakeeg tijdens de winter (2009)

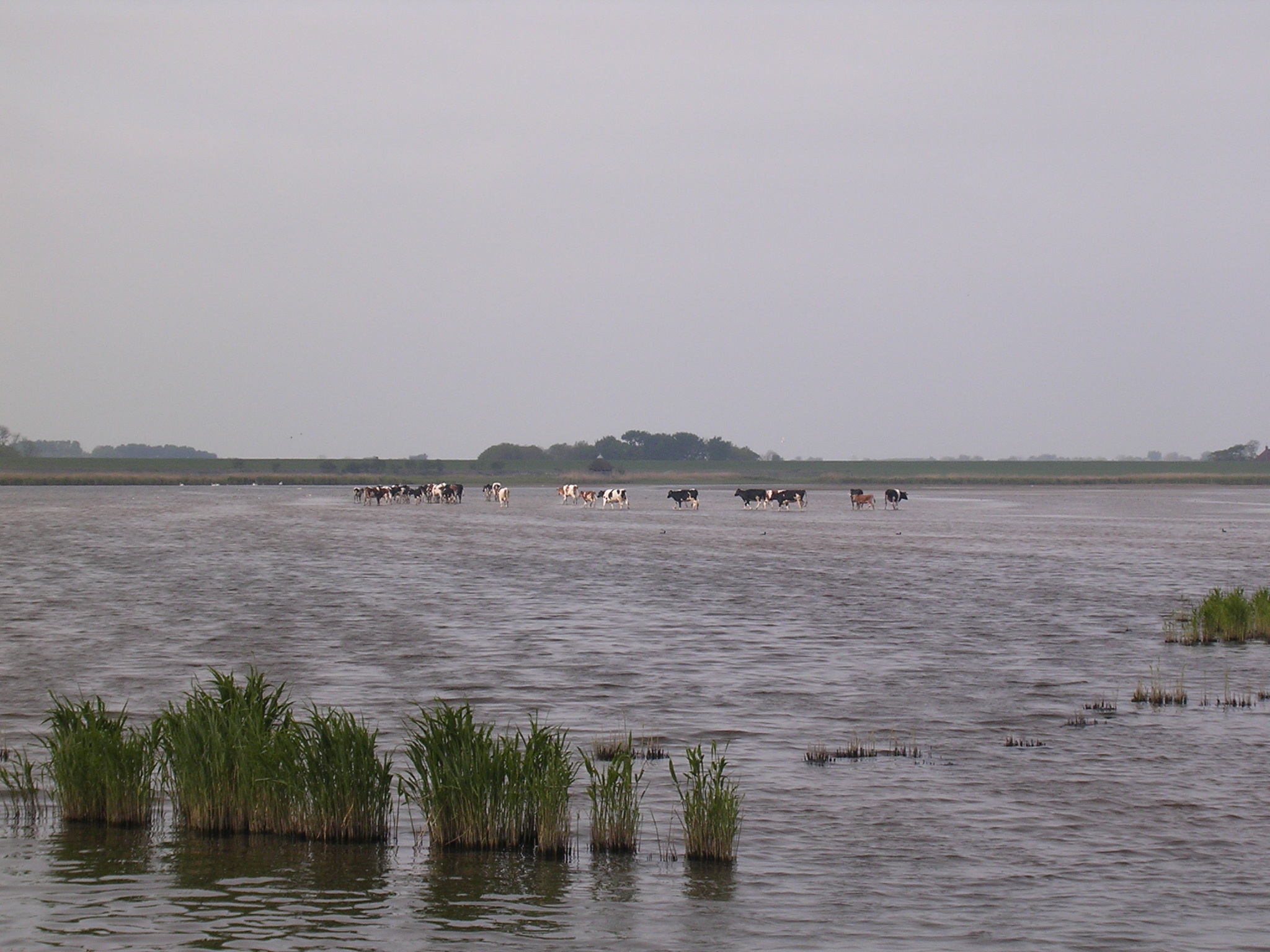
Ezumakeeg in 2007

Ezumakeeg (Fries: Iezumakeech) is een natuurgebied in Nederland, in het westen van het Lauwersmeergebied. Dit gebied is eigendom (net zoals het grootste deel van het Lauwersmeer) van Staatsbosbeheer.
In de trektijd treft men hier vele steltlopers aan. Omdat zich hier grote aantallen vogels bevinden, bevinden zich hier ook vaak zeldzaamheden tussen de algemenere soorten. Hier komen dan vaak zogenaamde twitchers naartoe om bijzondere soorten als Siberische strandloper, Bonapartes strandloper, steltstrandloper, witstaartkievit, Aziatische goudplevier, blonde ruiter te bewonderen.
De Ezumakeeg is een rustgebied met weinig verstoring, waardoor soorten als steltkluut (meest Noordelijke broedplaats ter wereld), baardmannetje en roerdomp hier komen broeden. In herfst en winter bevinden zich vaak grote aantallen eenden en ganzen zich in het gebied.
Vaak bevinden zich in het winterseizoen zeearenden in het gebied net zoals grote zilverreigers. 's Nachts overnachten veel ganzen op de Ezumakeeg. Die ganzen grazen dan overdag in de Anjummer Kolken. Het gaat hier om overwegend brandganzen, met hiertussen bijzonderheden zoals dwerggans (tot 50 stuks in najaar en voorjaar), roodhalsgans, Ross' gans en andere zeldzamere ganzen.
In de winters dat er ijs ligt, is de Ezumakeeg een populaire schaatsplek. Omdat het water er niet diep is, is er sneller een ijslaag dan op de omringende vaarten en kanalen.